# Christoph Schäfer (Historiker)
Christoph Schäfer (* 3. September 1961 in Offenbach am Main) ist ein deutscher Althistoriker. Er lehrte von 2003 bis 2008 als Professor für Alte Geschichte an der Universität Hamburg und lehrt seit 2008 an der Universität Trier.

## Leben und Wirken
Christoph Schäfer legte 1981 das Abitur an der Leibnizschule in Offenbach ab. Von 1983 bis 1988 studierte er sowohl die Fächer Mittlere und Neuere sowie Alte Geschichte und Buchwesen an der Johannes Gutenberg-Universität und der Université Bourgogne de Dijon. 1988 schloss er das Studium mit dem Magister Artium in Mainz ab. Im Wintersemester 1990 wurde er in Mainz mit einer von Heinz Bellen betreuten Arbeit über den weströmischen Senat als Träger antiker Kontinuität unter den Ostgotenkönigen (490–540 n. Chr.) promoviert. Es folgten zwischen 1991 und 1995 wissenschaftliche Tätigkeiten in Mainz und am Seminar für Alte Geschichte an der Universität Hamburg.
Von 1993 bis 1995 war er zudem Lehrbeauftragter an der Universität der Bundeswehr in Hamburg. In den Jahren 1995 bis 2003 war Schäfer Akademischer Rat beziehungsweise Oberrat am Lehrstuhl für Alte Geschichte der Universität Regensburg. Dort habilitierte er sich 1997 mit dem Thema Spitzenmanagement in Republik und Kaiserzeit. Die Prokuratoren von Privatpersonen im Imperium Romanum vom 2. Jh. v. Chr. bis zum 3. Jh. n. Chr. Im Jahr 2003 wurde Schäfer als Nachfolger von Jürgen Deininger an die Universität Hamburg berufen, wo er einen Lehrstuhl für Alte Geschichte innehatte. Im Jahr 2008 folgte er einem Ruf an die Universität Trier. Einen Ruf an die Philipps-Universität Marburg auf eine W3-Professur für Alte Geschichte lehnte er 2014 ab.
Schäfers wesentliche Forschungsschwerpunkte liegen im Hellenismus, besonders in der Form der Herrschaftslegitimation bei den Nachfolgern Alexanders des Großen, in der Sozial- und Wirtschaftsgeschichte der römischen Republik und Kaiserzeit sowie auf der Geschichte der Spätantike einschließlich der Völkerwanderungszeit. Im Jahr 2002 legte er eine Studie zu Eumenes von Kardia vor. Er veröffentlichte 2006 eine vielgelobte Darstellung zu Kleopatra.
Er gilt als Experte im Bereich der antiken Schifffahrt und in der Vermittlung von historischem Wissen durch multimediale Lehrmittel. Beim Thema Schiffbau arbeitet er auch mit Methoden der experimentellen Archäologie. Er begleitete den Nachbau des Kriegsschiffes Lusoria Rhenana wissenschaftlich. Er arbeitet am originalgetreuen Nachbau von römischen Handelsschiffen mit, sowohl von Lastschiffen zum Binnenhandel (Prahme) als auch von Schiffen zum Seehandel.
Schäfer ist Mitglied der Europäischen Akademie der Wissenschaften und Künste (seit 2007) und der Academia Europaea (seit 2012). Seit 2010 ist er Vorsitzender der Varus-Gesellschaft zur Förderung der vor- und frühgeschichtlichen Ausgrabungen im Osnabrücker Land e. V. in Osnabrück.

## Bissula, Nachbau eines römischen Handelsschiffs

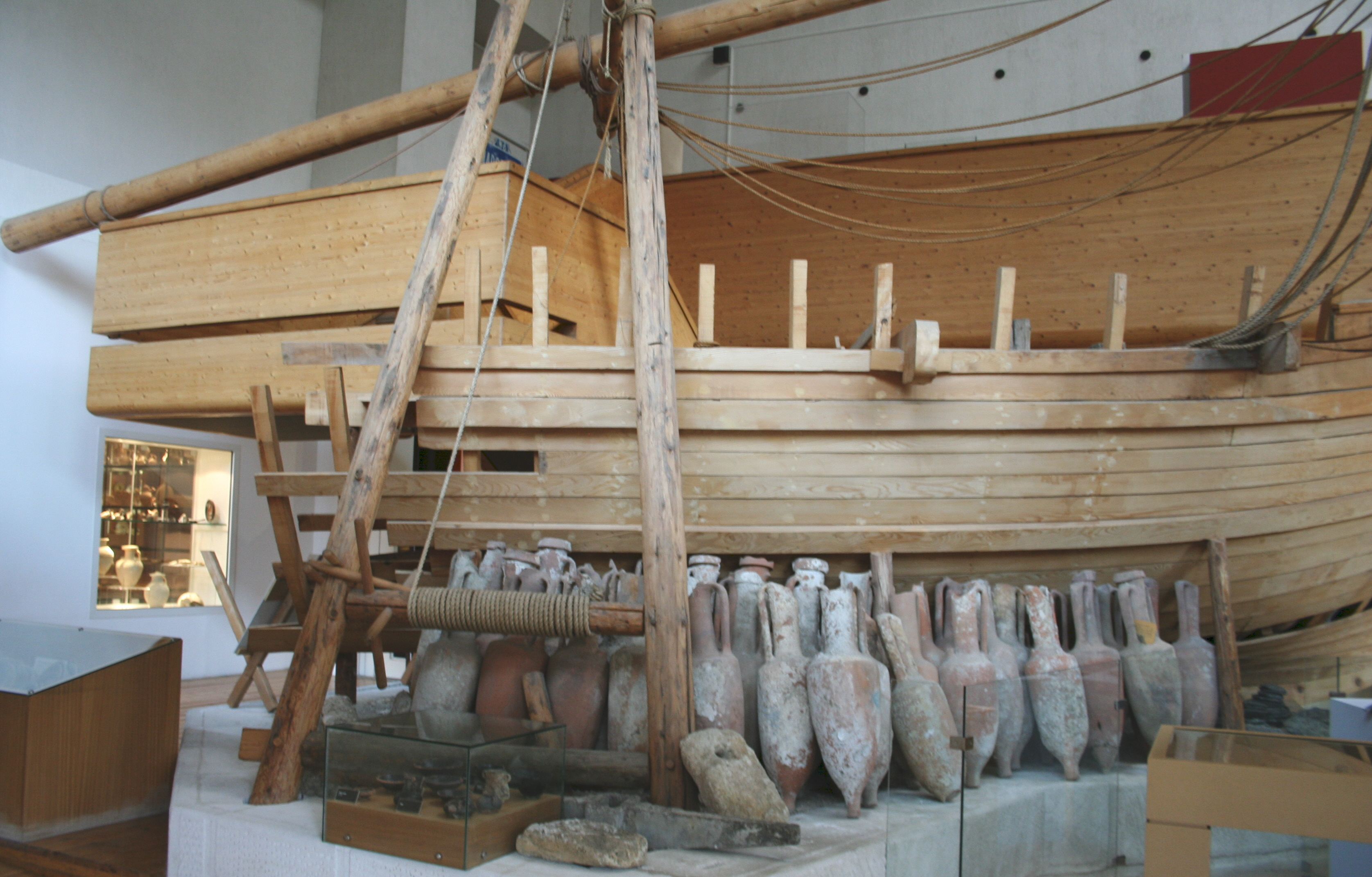
Nicht seetüchtige Rekonstruktion der Laurons 2 (Anse de Fos), dem bisher einzigen bekannten römerzeitlichen Schiff, von dem auch das Heck erhalten ist (zwischen 160 und 180 n. Chr.), davor mehrere Amphoren, Musée d’Histoire de Marseille du centre Bourse

1978 wurde in der Anse des Laurons, eine Mittelmeer-Bucht die zu Martigues gehört und zwischen Fos-sur-Mer und Marseille liegt, das gut erhaltene römische Schiffswrack Laurons 2 gefunden und in den 1980ern ausgegraben. Das ehemals hochseetaugliche Frachtschiff Laurons 2 ist 16 m lang und 5 m breit und hatte einen Mast mit einem Rahsegel. Ein Münzfund aus der Zeit Mark Aurels zeigt, dass das Schiff sicher nach 161 n. Chr. sank.
Es wird angenommen, dass es erst gegen Ende des 3. Jahrhunderts n. Chr. durch eine Flutwelle sank, als es vermutlich zu Wartungsarbeiten in den natürlichen Hafen der Bucht gebracht wurde.
Unter Schäfers Leitung fertigte ein Team der Universität Trier zwischen 2017 und 2019 einen originalgetreuen, seetüchtigen Nachbau eines römischen Handelsschiffs vom Typ Laurons 2. Es wurde 2019, nach der Allemannin Bissula getauft.  Der Nachbau des römischen Handelsschiffs war bei einer mehrwöchigen Testfahrt auf dem Mittelmeer auch bei hohem Wellengang und starkem Wind seetauglich. Es zeigte sich außerdem, dass man die bisher angenommene Ladekapazität nach unten korrigieren müsse.

## Schriften (Auswahl)
Monographien
- Der weströmische Senat als Träger antiker Kontinuität unter den Ostgotenkönigen (490–540 n. Chr.). Scripta-Mercaturae-Verlag, St. Katharinen 1991, ISBN 3-922661-89-0 (Zugleich: Mainz, Universität, Dissertation, 1990).
- Computer und antike Texte. Wortrecherche, Konkordanz- und Indexerstellung mit Volltextdatenbanken (= Computer und Antike. Bd. 1). Scripta-Mercaturae-Verlag, St. Katharinen 1993, ISBN 3-928134-77-9; 2., überarbeitete und erweiterte Auflage, ebenda 2003, ISBN 3-89590-128-8.
- Spitzenmanagement in Republik und Kaiserzeit. Die Prokuratoren von Privatpersonen im Imperium Romanum vom 2. Jh. v. Chr. bis zum 3. Jh. n. Chr. (= Pharos. Studien zur griechisch-römischen Antike. Bd. 10). Scripta-Mercaturae-Verlag, St. Katharinen 1998, ISBN 3-89590-063-X (Zugleich: Regensburg, Universität, Habilitations-Schrift, 1997).
- Eumenes von Kardia und der Kampf um die Macht im Alexanderreich (= Frankfurter Althistorische Beiträge. Bd. 9). Clauss, Frankfurt am Main 2002, ISBN 3-934040-06-3.
- mit Hans Ferkel, Heinrich Konen: Navis Lusoria. Ein Römerschiff in Regensburg. Scripta-Mercaturae-Verlag, St. Katharinen 2004, ISBN 3-89590-152-0.
- Kleopatra. Wissenschaftliche Buchgesellschaft, Darmstadt 2006, ISBN 3-534-15418-5.
- Lusoria. Ein Römerschiff im Experiment. Unter Mitarbeit von Hans Moritz Günther und Alexander Christopher Wawrzyn. Koehler, Hamburg 2008, ISBN 978-3-7822-0976-2.

Herausgeberschaften
- mit Fritz Brechtel, Gerrit Wagener: Lusoria Rhenana. Ein römisches Schiff am Rhein. Neue Forschungen zu einem spätantiken Schiffstyp. Koehlers Verlagsgesellschaft, Hamburg 2016, ISBN 978-3-7822-1268-7.